# Lig
Lig je naselje v Občini Kanal ob Soči. 

## Geografija
Lig je razloženo hribovsko naselje po zahodnem, prisojnem pobočju Kanalskega Kolovrata. Dostop v Lig je po državni cesti iz Kanala ob Soči ali Ročinja. Iz Liga vodi grebenska cesta proti Goriškim Brdom in Plavam, druga pa se spusti ob skrajni zahodni pas Slovenije k mejni reki Idriji, ki jo doseže po 2 km v zaselku Britof. Vas sestavljata Gorenji in Dolenji Lig. Sem sodijo še zaselki: Breščina, Greben, Hoščina, Lovišče, Melinki, Strmec, Skrnjak, Trebež in Zakremen, nadalje še Čolnica, Gorenje Nekovo in Ravne. Prebivalci se ukvarjajo s skromnim kmetijstvom, obsežne senožeti kosijo, a čedalje manj. Topel zrak iz Furlanske nižine omogoča, da v teh krajih uspeva maron, v višjih predelih pa znani liški kostanj. Pobočja prerašča listnat gozd gabra, jesena, akacije in lipe. Mnogi hodijo na delo v dolino, v bližnje Anhovo in Novo Gorico.

## Zanimivosti
Na okoli 70 metrov višji vzpetini nad na nadmorski višini 677 m stoji romarska cerkev Marijino Celje iz leta 1575, velika baročna stavba, ki so jo leta 1774 prezidali iz starejše kapele. Tu je v letih 1837-1894 služboval Anton Ukmar, ki je času svojega dolgoletnega službovanja skrbel za romarsko cerkev (popravilo inventarja, namestitev novih zvonov, umetnostna oprema cerkve). 
Razgled od tu je kljub nizki nadmorski višini osupljiv. Vidi se Tržaški zaliv, Furlanska nižina, Karnijske Alpe del Julijskih Alp, Banjška planota in Trnovski gozd.